# Georges Neyt
Georges Neyt (1842–1910) was een Belgisch diplomaat.

## Biografie
Neyt werd op 28 november 1883 benoemd tot buitengewoon gezant en gevolmachtigd minister in Japan en werd in februari 1885 geïnstalleerd. In 1893 werd hij opgevolgd door Albert d'Anethan.
Tussen 1905 en 1910 liet hij in het gehucht Creppe (Spa) Le Manoir de Lébioles bouwen, een kasteel dat de bijnaam 'Petit Versailles des Ardennes' kreeg. Tegenwoordig is er een luxueus hotel met kuuroord en restaurant in ondergebracht.

## Trivia
Van Georges Neyt werd beweerd dat hij een natuurlijke zoon van koning Leopold I was.